# الحارث بن الفضل
الحارث بن الفضل الشميري شاعر يمني عضو اتحاد الأدباء والكتاب اليمنيين تتلمذ على يد شاعر اليمن الكبير عبد الله البردوني ولد الحارث في 2-1-1973م في مديرية مقبنة إحدى مديريات محافظة تعز

## حياته
التحق بكلية التربية في جامعة صنعاء, وحصل على شهادة البكالوريوس في الكيمياء عام1996م, ثم حصل على دبلوم في اللغة الإنجليزية من مركز اللغة البريطانية في مدينة صنعاء عام 2004م, وتتلمذ على الشاعر (عبد الله البردوني) في كثير من فنون اللغة والأدب.
و تعين مديرًا لإدارة الإصدارات التربوية في وزارة التربية والتعليم سنة 1998هـ ثم مديرًا للإعلام التربوي، وسكرتيرًا لتحرير مجلة (التربية) الصادرة عن وزارة التربية والتعليم من عام 1999م حتى عام 2001م, ثم مديرًا عامًا للإعلام والنشر في وزارة التعليم العالي والبحث العلمي من عام 2003م حتى عام 2009م, حيث عُيّن مستشارًا لوزير التعليم العالي للشئون الإعلامية والثقافية.
انتخب عام 2001م أمينًا ماليًا في الأمانة العامة 
لاتحاد الأدباء والكتاب اليمنيين حتى عام 2005م, ويعمل باحثًا في مؤسسة (الإبداع للثقافة والآداب والفنون) منذ عام 1998م.

## نشاطه النقابي
1. عضو لجنة تحكيم جائزة رئيس الجمهورية بأمانة العاصمة من عام 2005 م إلى 2010 م.
2. عضو لجنة تحكيم جائزة الدولة للشباب في مجال الشعر على مستوى الجمهورية 2017م.
3. نقابة الصحفيين اليمنيين، وجمعية أصدقاء جامعة الدول العربية.
4. عضو في نادي (الشعب) الرياضي والثقافي في مدينة صنعاء، ومسئولٌ ثقافيٌ فيه.
5. عضو في جمعية (كنعان) لفلسطين.

## اصدراته
| اسم الكتاب                                                  | جهة الأصدار                                                                      | صورة الغلاف |
| ----------------------------------------------------------- | -------------------------------------------------------------------------------- | ----------- |
| . هذيان النجوم، مجموعة شعرية                                | صدرت عام 1998م عن دار (البارودي) في بيروت، بتقديم الأستاذ (عبد الله البردوني)    |             |
| . حمّالة النهدين ، مجموعة شعرية                              | صدرت عام 2003م عن اتحاد الأدباء والكتاب اليمنيين في مدينة صنعاء.                 |             |
| . القوافي القلقة، : مجموعة شعرية                            | صدرت عام 2001م, عن مؤسسة (الإبداع للثقافة والآداب والفنون) بصنعاء م              | [ 1 ]       |
| . الأعمال الشعرية الكاملة، المجلد الأول                     | صدرت عن وزارة الثقافة والسياحة عام 2004م متضمنًا الثلاث المجموعات الشعرية السابقة |             |
| . بغداد ألبوم شعري بصوته                                    | صدر عام 2004م عن مؤسسة (الزهور) للإنتاج والتوزيع الفني.                          |             |
| . بانتظار المصعد ، : مجموعة شعرية                           | صدرت عام 2006م عن الدار (العالمية) للطباعة والنشر.                               |             |
| . الحبيب المصطفى محمد صلى الله عليه وآله وسلم ،مجموعة شعرية | صدرفي أربع طبعات في الأعوام 2007م،2008م،2009م،2010م                              |             |
| . آهات غزة وقصائد للمقاومة. ،ألبوم شعري بصوته               | صدر عام 2009م عن مؤسسة (الشميري) للإنتاج والتوزيع الفني                          |             |
| . الحبيب المصطفى محمد صلى الله عليه وسلم ،ألبوم شعري بصوته  | صدر عام 2010م عن مؤسسة (الشميري) للإنتاج والتوزيع الفني                          |             |
| . الواو المسافر ، مجموعة شعرية                              | صدرت عام2013م                                                                    |             |
| . عاصفة الشِّعر ،مجموعة شعرية                                 | صدرتْ عن وزارة الثقافة 2015 م                                                     | [ 2 ]       |
| . ( اليمن ) ،مجموعة شعرية                                   | صدرت عام 2020م                                                                   |             |

ونشر له العديد من القصائد والحوارات الصحفية في عدد من المجلات والصحف اليمنية، وفي عدد من قنوات التلفزة والإذاعات العربية، وله عدد من القصائد كتبها باللهجة العامية، وغنّاها عدد من الفنانين اليمنيين" منهم الفنان (عبد الباسط عبسي), والفنان (عبد الغفور الشميري), والفنانة (أمل كعدل).
مثّلَ اليمن في عدد من الملتقيات الأدبية، وأحيا عددًا من الفعاليات الشعرية في كل من دمشق، وعمّان, والقاهرة، والرباط, وبغداد، ونواكشوط, وطهران، والخرطوم, وأصيلة، ومكة المكرمة، والمدينة المنورة، والرياض, والدمام، وبرلين,باريس، وأ بوظبي، والجزائر، وغيرها. كما شارك في عدد من الوفود التربوية إلى بعض الأقطار العربية والإسلامية.